# Pat Robertson

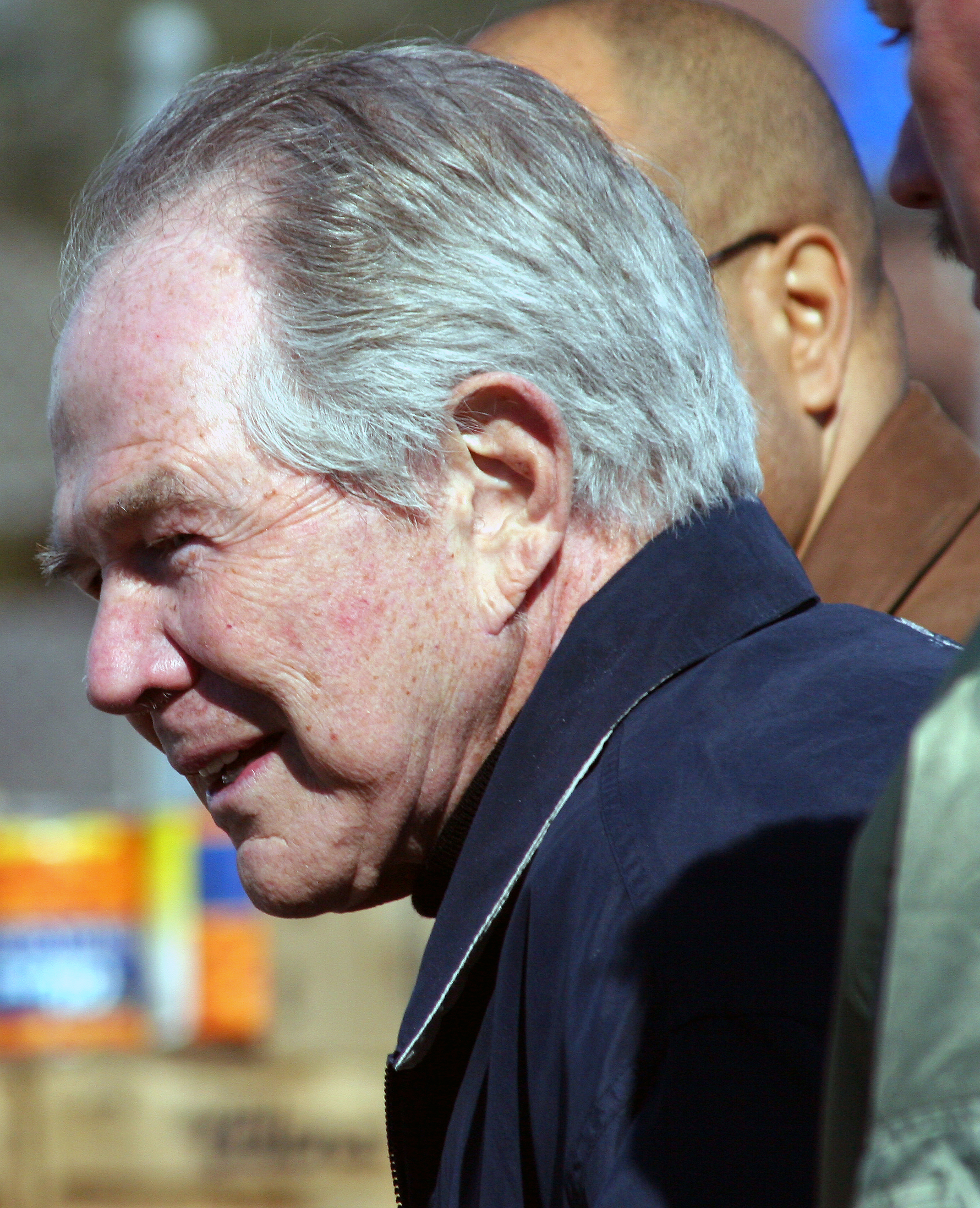
Pat Robertson (2006)

Marion Gordon „Pat“ Robertson (* 22. März 1930 in Lexington, Virginia; † 8. Juni 2023 in Virginia Beach, Virginia) war ein evangelikaler US-amerikanischer Prediger und Politiker (Republikanische Partei). Er galt als eine der einflussreichsten Personen der christlichen Rechten in den Vereinigten Staaten. Er war einer der Gründer der Christian Coalition of America sowie Gründer und Präsident der evangelikalen Regent University. 1960 übernahm er das Christian Broadcasting Network und baute es zu einem weltweiten evangelikalen Medien-Imperium aus. 1977 gründete er die dazugehörige evangelikale „CBN-University“.

## Herkunft und frühe Jahre
Robertsons Vorfahren gehörten zu den ersten europäischen Einwanderern in Amerika. Einer seiner Vorfahren beteiligte sich an der Boston Tea Party.
Pat war der Sohn von Absalom Willis Robertson, dem ehemaligen Vertreter Virginias im Repräsentantenhaus und im Senat der Vereinigten Staaten. Robertson war US-Marine und während des Koreakrieges in Japan stationiert. An Kampfhandlungen nahm er nicht teil.

## Aktivitäten

### Religiöse Aktivitäten
Robertson moderierte die Fernsehsendung The 700 Club, die von vielen säkularen und religiösen Kanälen ausgestrahlt wird. Er war ordinierter Geistlicher der Southern Baptists, sympathisierte aber auch mit theologischen Auffassungen der Pfingstbewegung. Seine christlich-fundamentalistischen Ansichten sind sehr umstritten, besonders seine Forderungen nach Aufhebung der Grenze zwischen Kirche und Staat und seine strikte Ablehnung von Homosexualität und Feminismus. Robertson predigte einen nicht vergebenden, sondern strafenden Gott; er vertrat die Ansicht, dass Gott die Menschen regelmäßig für moralische Verfehlungen bestrafe, und hat daher wiederholt auch Naturkatastrophen als göttliche Rache erklärt (siehe unten).
1977 gründete er in Virginia Beach die evangelikale „CBN University“ und wurde ihr Kanzler. Heute ist sie unter dem Namen Regent University bekannt.

### Politische Aktivitäten
Robertson war Gründer und Präsident des American Center for Law and Justice, einer Anwaltskanzlei und Lobby-Gruppe, die die Rechte religiöser US-Amerikaner verteidigt und die Ansicht vertritt, die Trennung von Staat und Kirche könne durch die individuelle Entscheidung des Einzelnen zum Glauben wieder aufgehoben werden. Sie setzt sich in Gerichtsverhandlungen immer wieder gegen Abtreibung und für das traditionelle christliche Familienbild ein.

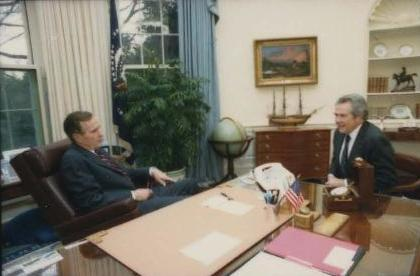
George H. W. Bush mit Robertson, 1991

In den 1970er und 1980er Jahren war seine politische Bedeutung in den USA zunächst gering. Der Niedergang der evangelikalen Moral Majority und das absehbare Ende der Amtszeit Ronald Reagans bewogen ihn, sich 1988 in der Republikanischen Partei um die Kandidatur für das Amt des US-amerikanischen Präsidenten zu bewerben. Dabei schadete ihm, dass er fälschlich behauptet hatte, im Koreakrieg an Kampfhandlungen teilgenommen zu haben. Ein ehemaliger Kamerad widersprach ihm; Robertson verklagte ihn wegen Verleumdung, zog aber angesichts erdrückender Beweislage kurz vor dem Super Tuesday die Klage wieder zurück. Bei den Vorwahlen setzte sich somit George H. W. Bush durch.
Robertson war christlicher Zionist und setzte sich in der Öffentlichkeit für die Interessen Israels ein. Für seine Aktivitäten wurde ihm von der Zionist Organization of America die Friends of the State of Israel-Auszeichnung verliehen. Allerdings wurde ihm wie vielen konservativen Evangelikalen vorgeworfen, seine Unterstützung des jüdischen Staates beruhe nur auf einer religiösen Bindung an das Heilige Land, nicht auf einer Sympathie für die dort lebenden Juden. Den schweren Schlaganfall des israelischen Ministerpräsidenten Ariel Scharon im Januar 2006 bezeichnete Robertson öffentlich als göttliche Strafe für die Räumung des Gaza-Streifens, da Scharon „Gottes Land zerteilt“ habe („he divided God’s Land“). Auch die Ermordung Jitzchak Rabins 1995 sah Robertson als gerechte göttliche Strafe für dessen Friedenspolitik gegenüber den Palästinensern an. Robertson gilt als Sympathisant und Verfechter des Dominionismus, er tritt also dafür ein, christlichen Fundamentalismus zur dominanten Strömung innerhalb der US-Politik zu machen und letztlich eine Theokratie zu errichten.
Nach dem Massenmord in Las Vegas im Oktober 2017 machte Robertson die Kritiker von Donald Trump für die Tat mitverantwortlich, da sie mit ihren Angriffen auf den Präsidenten die staatliche Autorität untergraben und damit sowie mit dem Infragestellen der Unfehlbarkeit der Bibel Gewalttaten wie jene in Las Vegas erst ermöglicht hätten: „Menschen, die nicht an Gott glauben, laufen Amok.“

### Geschäftliche Aktivitäten

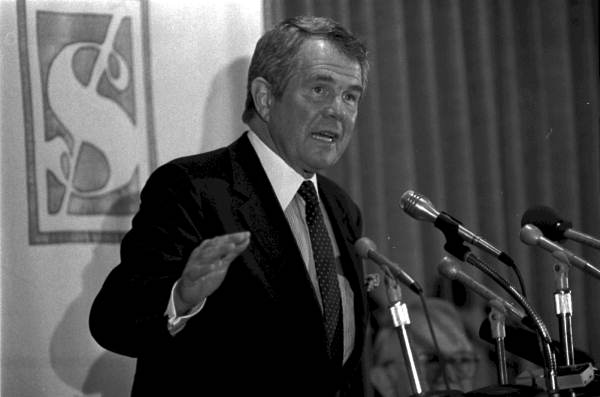
Pat Robertson (1986)

1960 kaufte Robertson das Christian Broadcasting Network in Virginia. Es sendet heute in 180 Ländern und 71 Sprachen. Robertson soll über ein Vermögen zwischen 200 Millionen und einer Milliarde Dollar verfügen.
Der Autorin Bethany Moreton zufolge unterstützte das Christian Broadcasting Network den später wegen Völkermordes verurteilten guatemaltekischen Diktator José Efraín Ríos Montt.
Im Jahr 1999 wurden Pläne für ein Joint Venture zwischen Robertson und der Bank of Scotland entworfen, welche eine Expansion der Bank auf den amerikanischen Markt vorbereiten sollte. Die Bank musste sich allerdings von Robertson distanzieren, nachdem dieser Schottland öffentlich als „dunkles Land“ bezeichnet hatte, „welches von Schwulen überrannt ist“, und zu Gebeten gegen die drohende Macht der Homosexuellen aufrief.
Über seine 1998 gegründete Firma Freedom Gold Ltd. stand Robertson in engem Geschäftskontakt mit dem Kriegsverbrecher Charles Taylor, der ebenfalls 10 % Anteile an der Freedom Gold hielt. Robertson sicherte sich Abbaurechte für Rohstoffe in Liberia, mittels derer Taylor seinen Krieg in Liberia und Sierra Leone finanzieren konnte.

## Ansichten

### Verschwörungstheorie
1991 veröffentlichte Robertson sein Buch The New World Order. Darin verbreitete er die Verschwörungstheorie, dass verschiedene Gruppen, darunter die Vereinten Nationen, die Weltbank, der Internationale Währungsfonds und das Federal Reserve System, insgeheim daran arbeiten würden, eine „Neue Weltordnung“ zu etablieren, die mit einem erheblichen Souveränitätsverlust der Nationalstaaten einhergehen und in eine totalitäre Weltregierung münden würde. Die Politik der USA werde bereits von einer „unsichtbaren Hand“ gesteuert, die bald öffentlich hervortreten werde. Den kommenden Weltherrscher identifizierte Robertson als den Antichrist der biblischen Offenbarung des Johannes. Robertson mahnte seine Leser, wachsam zu sein und sich auf diese endzeitlichen Entwicklungen vorzubereiten, die der Wiederkunft Jesu Christi vorausgehen würden. Diese Theorien fanden ein großes Echo auf Seiten der religiösen Rechten in den USA, so insbesondere in den Reihen der rechtsradikalen John Birch Society, die schon länger ähnliche Ansichten vertrat. Besonders wichtig wurde das Buch für die Entstehung der rechtsradikalen Milizbewegung der 1990er Jahre.
Weil Robertson in die Reihe der angeblichen Verschwörer auch jüdische Bankiers wie die Rothschilds aufgenommen und sich dabei auf Autoren wie die britische Faschistin Nesta Webster gestützt hatte, wurde sein Buch in der New York Review of Books als antisemitisch kritisiert. Zu seiner Verteidigung verwies Robertson auf seine lange Unterstützung für Israel; die Bezüge auf Webster würden nicht von ihm, sondern von einer seiner Hilfskräfte stammen. Laut dem Politikwissenschaftler Daniel Pipes stehen im Zentrum von Robertsons Verschwörungsdenken in der Tat nicht die Juden, sondern Geheimgesellschaften wie Freimaurer und Illuminaten. Als Handlanger dieser angeblichen Verschwörer identifizieren Robertson und seine Anhänger die „liberalen Medien“, die Demokratische Partei und die amerikanischen Universitäten.

### Christlicher Fundamentalismus
Robertson vertrat die Ansicht, dass Gebete unmittelbare physische Wirkung (etwa gegen Naturkatastrophen und Krankheiten) entfalten können. Er griff Linke, Liberale, Homosexuelle, Muslime und Frauenrechtlerinnen regelmäßig scharf an. In einem Spendenaufruf zur Bekämpfung des Equal Rights Amendment in Iowa bezeichnete er Feminismus und Emanzipation als „eine sozialistische, antifamiliäre Bewegung, die Frauen dazu veranlasst, ihre Männer zu verlassen, ihre Kinder zu töten, Hexerei zu praktizieren, den Kapitalismus zu zerstören und Lesben zu werden.“ Die Terroranschläge am 11. September 2001 bezeichnete er kurz darauf als Strafe für Abtreibung, Homosexualität und Gottlosigkeit in der amerikanischen Bevölkerung, relativierte diese Aussage später allerdings nach heftigen Protesten. Dennoch bezeichnete er auch den katastrophalen Hurrikan Katrina 2005 als gerechte Strafe Gottes für die Sünden der Einwohner von New Orleans.
Nach dem schweren Erdbeben von Haiti 2010 machte er die Bevölkerung Haitis für dieses Beben verantwortlich. Seiner Ansicht nach habe Haiti „vor langer Zeit“ (a long time ago, gemeint ist das ausgehende 18. Jahrhundert) „einen Pakt mit dem Teufel geschlossen“ (swore a pact to the devil), um sich der französischen Kolonialherrschaft zu entledigen, und sei daher seitdem (ever since) verflucht (cursed). Robertson wurde daraufhin nicht zuletzt mangelhafte Kenntnis der historischen Tatsachen attestiert, da sich die Haitianer ihm zufolge gegen „Napoleon III.“ aufgelehnt haben sollten. Dieser erlangte die politische Macht 1848, wogegen die Haitianer schon 1804 ihre Unabhängigkeit errangen; gemeint war Napoleon I.
Im August 2005 brachte Robertson in seiner Talkshow „The 700 Club“ seinen Wunsch nach der Ermordung des damaligen venezolanischen Präsidenten Hugo Chávez zum Ausdruck, was zu diplomatischen Konflikten und starken Protesten führte.
Pat Robertson unterstützte die beiden Diktatoren in Guatemala und Liberia, Efraín Ríos Montt und Charles Taylor, die selbst evangelikalen Kirchen in ihren Ländern angehören. Als Letzterer von den Vereinigten Staaten gestürzt wurde, kritisierte Robertson Präsident Bush deshalb stark und behauptete, dass nun der Islam in Liberia die Macht an sich reißen werde.

### Haltung zu anderen Religionen und Überzeugungen
Am 23. März 1995 äußerte sich Robertson über Hindus und nannte ihre Religion „dämonisch“. Er betonte, ginge es nach ihm, dürften nur Christen und Juden an der Regierung der Vereinigten Staaten beteiligt werden, da sie dazu besser geeignet seien als Hindus, Muslime oder Atheisten.
David Cantor, Senior Research Analyst der Anti-Defamation League, sagte daraufhin, dass die Einstellung nach religiösem Glauben verfassungswidrig sei. Hierbei handele es sich daher nicht um eine rein religiöse Äußerung, sondern um eine politische.
1995 bezeichnete Robertson während seiner Sendung The 700 Club die islamische Religion als christliche Häresie.
Infolge von muslimischen Protesten gegen Mohammed-Karikaturen in Europa bezeichnete er islamische Radikale als „dämonisch“. Angesichts der Wutausbrüche, die die Karikaturen bei vielen Muslimen auslösten, bedauerte er, dass die Ideologie der Political Correctness es nicht zulasse, angemessen gegen den Islam vorzugehen, dessen Ziel die Weltherrschaft sei: „Der Islam ist keine Religion des Friedens“. Reverend Barry W. Lynn, Direktor der Organisation Americans United for Separation of Church and State, nannte diese Äußerungen unverantwortlich. Robertson würde in einer Zeit der Spannungen weiteres Öl ins Feuer gießen.
Im September 2006 warf Robertson den Muslimen vor, nicht zu verstehen, wie ein vernünftiger Dialog funktioniere, da sie sich Fragen von Geschichte und Wahrheit gewalttätig nähern würden.

### Prophezeiungen
Als millenaristischer Christ war Robertson davon überzeugt, dass die Menschheitsgeschichte bereits die Endzeit erreicht habe und die Wiederkunft Jesu Christi kurz bevorstehe. Etliche Male behauptete er, Gott selbst habe mit ihm gesprochen, und machte mehrmals Prophezeiungen: Ende 1976 sagte er den Tag des Jüngsten Gerichts für 1982 voraus. Demnach hätte die Erde zwischen Oktober und November 1982 untergehen müssen. Am 2. Januar 2007 teilte Robertson mit, dass Gott ihm offenbart habe, dass die USA noch 2007 von einem schweren Terroranschlag, vermutlich mit nuklearen Waffen, betroffen sein würden. Anfang 2008 prophezeite Robertson ein Überschwappen des Nahostkonflikts auf den Weltfrieden und sagte für dieses Jahr nukleare Angriffe auf Küstenstädte in den USA voraus. Diese würden während oder unmittelbar nach der US-Präsidentschaftswahl Anfang November 2008 erfolgen.
Am 1. Januar 2009 sagte Robertson, dass Gott ihm Informationen über den künftigen Gold- und Ölpreis vermittelt habe.
Im September 2011 wurde Robertson zusammen mit anderen Endzeitpropheten mit dem Spottpreis Ig-Nobelpreis ausgezeichnet.
Am 4. Januar 2012 berichtete Robertson, dass Gott erneut mit ihm gesprochen und ihm gezeigt habe, wer die Präsidentenwahl 2012 gewinnen werde. Robertson wollte der Presse aber nicht mitteilen, was Gott ihm genau gesagt hatte.